# Bächenstock (3009 m)
Der Bächenstock ist ein Berg in den Urner Alpen im Schweizer Kanton Uri.
Der Bächenstock ist 3009 m ü. M. hoch und liegt nördlich des Meientals. Auf dem Gipfel stossen die Gebiete der Gemeinden Wassen und Gurtnellen aneinander.
Östlich des Gipfels, getrennt durch den Bächenfirn, liegt das weniger hohe Bächenstöckli.